# Company
Company é um musical de 1970 com libreto de George Furth e música e letra de Stephen Sondheim. A produção original recebeu 14 indicações ao Tony Award e venceu seis, incluindo melhor musical, libreto e música. 
Originalmente intitulado Threes, sua trama gira ao redor de Bobby (um rapaz solteiro incapaz de manter um relacionamento estável, quanto mais um casamento), os cinco casais casados que são seus melhores amigos e as três namoradas dele. Diferentemente da maioria dos musicais, que seguem uma trama claramente definida, Company é um musical-conceito, consistindo de vinhetas curtas apresentadas sem ordem cronológica definida, vinculadas pela comemoração do 35º aniversário de Bobby.
Company esteve entre os primeiros musicais a lidar com problemas adultos através de sua música. Como Sondheim disse, "eles são pessoas de classe média com problemas de classe média". É também um dos primeiros musicais onde as canções tecem comentários sobre os personagens da peça em vez de destacar a trama, um artifício que se tornou um padrão de Sondheim.